# فوتشو (طوكيو)

شعار مدينة فوتشو

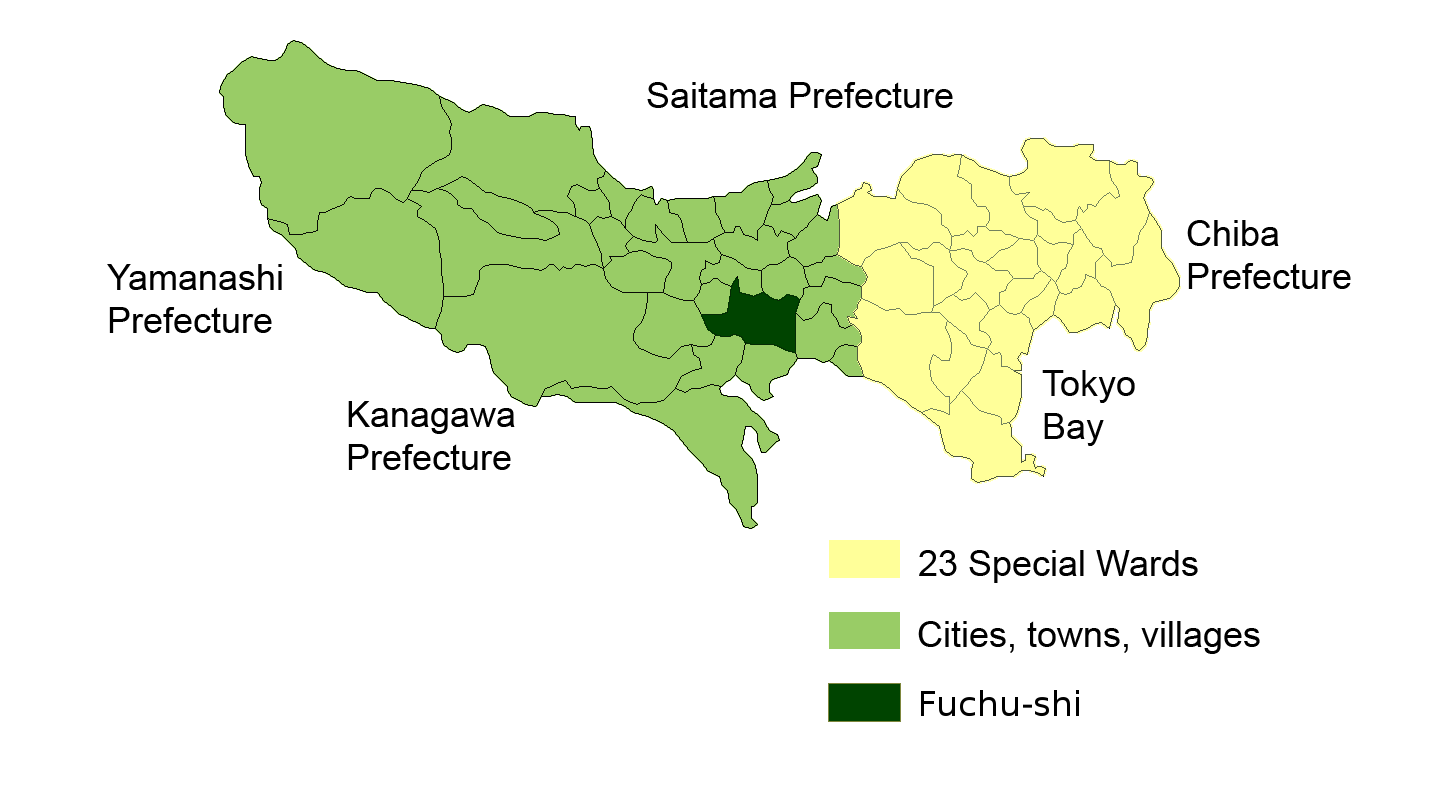
موقع مدينة فوتشو ضمن محافظة طوكيو

مدينة فوتشو (باليابانية 府中市) هي مدينة تقع في محافظة طوكيو، اليابان.
في عام 2003، وصل التعداد السكاني للمدينة إلى 236,491 نسمة والكثافة السكانية 8,060.36 نسمة في الكيلومتر مربع، والمساحة الإجمالية 29.34 كم مربع. تم تأسيس المدينة في الأول من أبريل 1954.

## المناخ
يظهر الجدول التالي التغييرات المناخية على مدار السنة لفوتشو:
| البيانات المناخية لـفوتشو | البيانات المناخية لـفوتشو | البيانات المناخية لـفوتشو | البيانات المناخية لـفوتشو | البيانات المناخية لـفوتشو | البيانات المناخية لـفوتشو | البيانات المناخية لـفوتشو | البيانات المناخية لـفوتشو | البيانات المناخية لـفوتشو | البيانات المناخية لـفوتشو | البيانات المناخية لـفوتشو | البيانات المناخية لـفوتشو | البيانات المناخية لـفوتشو | البيانات المناخية لـفوتشو |
| الشهر | يناير                     | فبراير                    | مارس                      | أبريل                     | مايو                      | يونيو                     | يوليو                     | أغسطس                     | سبتمبر                    | أكتوبر                    | نوفمبر                    | ديسمبر                    | المعدل السنوي             |
| --- | ------------------------- | ------------------------- | ------------------------- | ------------------------- | ------------------------- | ------------------------- | ------------------------- | ------------------------- | ------------------------- | ------------------------- | ------------------------- | ------------------------- | ------------------------- |
| الدرجة القصوى °م (°ف) | 18.9 (66.0)               | 24.1 (75.4)               | 25.6 (78.1)               | 32.0 (89.6)               | 33.0 (91.4)               | 36.7 (98.1)               | 38.6 (101.5)              | 38.9 (102.0)              | 38.5 (101.3)              | 32.2 (90.0)               | 26.1 (79.0)               | 25.3 (77.5)               | 38.9 (102.0)              |
| متوسط درجة الحرارة الكبرى °م (°ف) | 9.8 (49.6)                | 10.3 (50.5)               | 13.3 (55.9)               | 19.0 (66.2)               | 23.2 (73.8)               | 25.8 (78.4)               | 29.6 (85.3)               | 31.4 (88.5)               | 27.1 (80.8)               | 21.7 (71.1)               | 16.6 (61.9)               | 12.3 (54.1)               | 20.0 (68.0)               |
| المتوسط اليومي °م (°ف) | 4.2 (39.6)                | 5.0 (41.0)                | 8.2 (46.8)                | 13.6 (56.5)               | 18.0 (64.4)               | 21.3 (70.3)               | 25.0 (77.0)               | 26.5 (79.7)               | 22.7 (72.9)               | 17.0 (62.6)               | 11.4 (52.5)               | 6.6 (43.9)                | 15.0 (59.0)               |
| متوسط درجة الحرارة الصغرى °م (°ف) | −0.9 (30.4)               | 0.0 (32.0)                | 3.2 (37.8)                | 8.5 (47.3)                | 13.3 (55.9)               | 17.5 (63.5)               | 21.5 (70.7)               | 22.9 (73.2)               | 19.2 (66.6)               | 12.8 (55.0)               | 6.6 (43.9)                | 1.4 (34.5)                | 10.5 (50.9)               |
| أدنى درجة حرارة °م (°ف) | −7.3 (18.9)               | −8.2 (17.2)               | −5.5 (22.1)               | −1.6 (29.1)               | 4.4 (39.9)                | 10.5 (50.9)               | 13.5 (56.3)               | 17.0 (62.6)               | 8.6 (47.5)                | 2.3 (36.1)                | −2.1 (28.2)               | −6.6 (20.1)               | −8.2 (17.2)               |
| الهطول مم (إنش) | 49.4 (1.94)               | 54.5 (2.15)               | 112.4 (4.43)              | 122.1 (4.81)              | 129.4 (5.09)              | 157.8 (6.21)              | 162.6 (6.40)              | 189.6 (7.46)              | 224.6 (8.84)              | 187.5 (7.38)              | 87.9 (3.46)               | 52.2 (2.06)               | 1٬529٫7 (60.22)           |
| متوسط أيام هطول الأمطار (≥ 1.0 mm) | 5.0                       | 5.7                       | 10.1                      | 10.1                      | 10.9                      | 12.7                      | 12.4                      | 9.5                       | 11.9                      | 10.2                      | 7.0                       | 4.6                       | 110.1                     |
| ساعات سطوع الشمس الشهرية | 185.0                     | 169.8                     | 168.6                     | 175.3                     | 169.0                     | 122.5                     | 142.8                     | 174.2                     | 126.8                     | 135.8                     | 153.2                     | 179.4                     | 1٬914                     |
| المصدر #1: http://www.data.jma.go.jp/obd/stats/etrn/view/nml_amd_ym.php?prec_no=44&prec_ch=%93%8C%8B%9E%93s&block_no=1133&block_ch=%95%7B%92%86&year=&month=&day=&elm=normal&view= وكالة الأرصاد الجوية اليابانية |                           |                           |                           |                           |                           |                           |                           |                           |                           |                           |                           |                           |                           |
| المصدر #2: 観測史上1〜10位の値（年間を通じての値） |                           |                           |                           |                           |                           |                           |                           |                           |                           |                           |                           |                           |                           |

## أعلام
- كازوناري هوساكا
- نانامي اينو
- ريو ماتسوموتو
- هوماري ساوا
- ناوكي أوراساوا
- مينورو تشياكي

## وصلات خارجية
- فوتشو على موقع IMDb (الإنجليزية)
- فوتشو على موقع الموسوعة البريطانية (الإنجليزية)

- موقع مدينة فوتشو باللغة اليابانية
- موقع مدينة فوتشو باللغة الإنكليزية